# Стационарное состояние (квантовая физика)
Стационарным состоянием (от лат. stationarius — стоящий на месте, неподвижный) называется состояние квантовой системы, при котором её энергия и другие динамические величины, характеризующие квантовое состояние, не изменяются со временем.
Нильс Бор  в 1916 г. сформулировал свои постулаты, согласно которым атом может переходить из одного стационарного состояния в другое лишь с помощью поглощения или выделения кванта с энергией, равной разности энергий атома в начальном и конечном стационарных состояниях. Квантовая теория стационарных состояний была разработана  Эрвином Шрёдингером в 1925 году.

Стационарные чистые состояния в квантовой механике описываются волновой функцией 
где {\displaystyle \psi ({\vec {r}}\,)}  подчиняется стационарному уравнению Шрёдингера
Квадрат модуля волновой функции
не зависит от времени.